# 2010 TP182
2010 TP182, também escrito como 2010 TP182, é um objeto transnetuniano que está localizado no Cinturão de Kuiper, uma região do Sistema Solar. Ele possui uma magnitude absoluta de 6,5 e tem um diâmetro estimado com cerca de 221 km.

## Descoberta
2010 TP182 foi descoberto no dia 7 de outubro de 2010 pelo Pan-STARRS 1.

## Órbita
A órbita de 2010 TP182 tem uma excentricidade de 0,180 e possui um semieixo maior de 45,088 UA. O seu periélio leva o mesmo a uma distância de 36,967 UA em relação ao Sol e seu afélio a 53,209 UA.